# Hadas Yaron
Hadas Yaron est une actrice israélienne née le 21 septembre 1990 en Israël.

## Jeunesse
Hadas est né en Israël, dans une famille juive laïque. Elle a été élevée à Tel Aviv. En tant qu'adolescente, elle a fréquenté l'école d'art Tichon Eroni Alef où elle a étudié le théâtre. 
Après avoir terminé ses études secondaires, elle a servi dans les Forces de défense israéliennes (FDI) pendant deux ans, se conformant à l'obligation pour les femmes israéliennes de faire un service militaire. « J'étais comme un soldat mais je n'étais pas un soldat », a-t-elle déclaré à propos de son rôle dans l'armée. « Je portais mon uniforme, mais j'étais dans le système éducatif. J'étais une sorte de guide en internat, comme avec les enfants et les adolescents. J'avais un groupe et j'étais avec eux toute l'année. »  Elle a décrit ses années à l'armée « comme une pause dans votre vie »

## Carrière
Hadas Yaron a commencé à jouer à l'âge de huit ans et a été choisie pour la première fois dans son premier film, Out of Sight, à l'âge de 14 ans. Ce film se concentre sur une jeune femme aveugle (Tali Sharon) qui revient des États-Unis en Israël en apprenant que sa cousine, Talia, s'est suicidée et en essayant de découvrir le raisonnement derrière cela. Hadas a joué une jeune Talia pour des flashbacks. 
Pendant et après son service dans l'armée, elle a travaillé comme serveuse dans un café de la rue Dizengoff, à Tel Aviv, pour joindre les deux bouts. Elle a exprimé l'opinion qu'il était « drôle qu'un soir vous soyez en robe du soir et que le lendemain vous soyez de retour pour servir les clients au café ». Dans une interview sur « Bonsoir avec Guy Pines », le propriétaire du café a fait remarquer: « Ce n'est pas une très bonne serveuse. Elle trébuche et tombe sur tout. » 
Hadas a auditionné pour le film de Rama Burshtein, Fill the Void, en 2010, et a été choisie pour le rôle principal de Shira. Burshtein a déclaré: « Hadas est arrivée vers la fin du processus. J'avais vu tout le monde en Israël, mais ensuite elle est entrée et a commencé l'audition et j'ai éclaté de rire comme un fou parce que je savais que je l'avais trouvée. La beauté de Hadas, n'a-t-elle pas vraiment compris ce qui se passait. À un moment donné, je lui ai dit, Hadas, tu as 20 ans et tu es peut-être une énorme star, qu'est-ce que tu vas faire? Elle n'est pas vraiment consciente de sa beauté et ce qui a si bien passé dans le personnage de Shira. »
Le film suit le mode de vie et les choix d'une famille vivant au sein de la communauté juive Haredi à Tel Aviv. Le personnage de Hadas, Shira, est une jeune fille de 18 ans qui subit des pressions pour épouser le mari de sa sœur aînée, morte en couches. « Tout est question d'émotions et de choix et de ce qui vous amène à faire ce que vous faites », a déclaré Hadas. « Je suis aussi jeune. Mais Shira est différente de moi parce qu'elle ne connaît pas tous ces sentiments qu'elle éprouve pour la première fois. » Hadas a découvert certains aspects de la relation de son personnage avec son beau-frère, Yochay, difficile à transmettre car elle « n'avait jamais fait une partie où il y avait de la romance » auparavant. Pour mieux se familiariser avec les traditions et les règlements du mode de vie orthodoxe, elle a commencé à apprendre les bénédictions hébraïques et, à la demande de Burshtein, a assisté à tous les événements qui se déroulent dans le film, y compris un mariage et une circoncision.
Le film a été bien reçu et les critiques ont fait l'éloge du jeu d'acteur de la jeune femme. En septembre, elle a remporté la récompense de la meilleure actrice au Festival du film de Venise et aux Ophir Awards, la version israélienne des Oscars. 
En 2018, elle est apparue comme Sarah dans le film Mary Magdalene, écrit par Helen Edmundson et réalisé par Garth Davis.

## Filmographie
- 2006 : Lemarit Ain ou Out of Sight de Daniel Syrkin : Jeune Talia Wolach
- 2012 : Le cœur a ses raisons ou Fill the Void de Rama Burshtein : Shira Mendelman
- 2013 : Shtisel - Série télé - Première apparition durant la saison 2 : Libbi Shtisel, la cousine de Akiva
- 2014 : Félix et Meira de Maxime Giroux : Meira
- 2014 : La felicità è un sistema complesso de Gianni Zanasi : Achrinoam
- 2018 : Marie Madeleine (Mary Magdalene) de Garth Davis : Sarah
- 2018 : Troppa grazia de Gianni Zanasi : La Madonna
- 2020 : Polygraph Court métrage de Samira Saraya : Orr
- 2021 : La Regola d'Oro de Alessandro Lunardelli : Yvonne
- 2022 : Residue de Vondie Curtis-Hall : Molly